# Chim mào vàng
Chim mào vàng (danh pháp hai phần: Melanochlora sultanea) là một loài chim thuộc chi đơn loài Melanochlora trong họ Paridae.
Chim mào vàng là loài chim biết hót lớn (dài khoảng 17 cm) với mỏ sẫm màu, mào lông màu vàng, bộ lông màu đen ở phía trên và màu vàng ở phía dưới. Cả hai giới đều trông giống nhau. Chim mái có bộ lông đen hơi xanh ở trên và họng màu vàng. Chim non xỉn màu hơn chim trưởng thành và có mào lông ngắn hơn.
Nó là loài duy nhất của chi Melanochlora, tương đối khác biệt với các loài còn lại trong họ Bạc má, với họ hàng gần nhất là chi đơn loài Sylviparus chứa một loài bạc má rừng (Sylviparus modestus). Trên thực tế, hai loài chim này cũng rất khác biệt, chỉ được xét đoán dựa trên các trình tự sắc tố tế bào b mtDNA, và chúng cũng có thể không thuộc về họ Paridae một cách chính xác nếu như các loài phàn tước cũng không được đặt trong đó. Nếu như nó là thành viên của họ Paridae, thì nó sẽ là loài bạc má lớn nhất thế giới.

## Miêu tả

Nòi gayeti có mào lông màu đen chứ không phải vàng như tên gọi "chim mào vàng".

Chim trống có trán và chỏm đầu với mào màu vàng tươi; toàn bộ bộ lông thuộc phần trên, hai bên đầu, cổ, cằm, họng và ngực có màu đen sẫm với ánh xanh, các rìa của các lông vũ của bộ lông trên có ánh kim, và các lông đuôi ngoài cùng nhất có đỉnh màu trắng; bộ lông dưới từ ngực xuôi xuống có màu vàng sẫm, hai bắp đùi có vạch dọc hay vằn trắng.
Chim mái có các phần màu vàng xỉn màu hơn; bộ lông trên và hai bên đầu màu nâu ánh xanh sẫm; cằm và họng có ánh màu xanh ô liu sẫm; cánh và đuôi màu đen xỉn; các lông vũ của bộ lông trên có rìa với ánh kim xanh lục.
Chim non tương tự như chim mái, nhưng ở trạng thái mới sinh thì các rìa sáng màu của bộ lông phần tren là không có, và các lông vũ che phủ cánh lớn hơn có rìa màu trắng.
Chúng kiếm ăn trên các tầng tán và tầng giữa hoặc là đơn kẻ hoặc thành nhóm nhỏ, chủ yếu là tìm kiếm sâu bọ, nhưng đôi khi chúng cũng ăn cả các loại quả sung hay vả. Chúng thường xuyên có mặt trên các cây to thành các bầy nhỏ. Chúng kêu to với giọng hót lặp lại ngắn, thay đổi nhưng luôn luôn có các nét như tiếng kêu của bạc má.
Mỏ màu đen; miệng nhiều thịt sẫm màu; mi mắt có màu chì; đồng tử màu nâu sẫm; hai chân chì; vuốt là chất sừng sẫm màu. Chiều dài tới 20 cm (8 inch); đuôi dài tới 10 (3,8 inch); cánh dài tới 11 cm (4,4 inch); xương cổ chân dài 2,4 cm (0,95 inch); mỏ tính từ chỗ há ra là 2 cm (0,75 inch).

## Phân bố
Bốn phân loài được công nhận với nòi danh định sultanea (Hodgson, 1837) tìm thấy từ Trung Nepal tới miền đông Himalaya kéo dài về phía Myanma, miền bắc Thái Lan và Hoa Nam. Nòi flavocristata (Lafresnaye, 1837) được tìm thấy xa hơn về phía nam ở Thái Lan, bán đảo Mã Lai và đảo Hải Nam. Nòi seorsa được tìm thấy tại Lào và các khu vực đông nam Trung Quốc (như Quảng Tây, Phúc Kiến) và Việt Nam. Nòi gayeti (Delacour & Jabouille, 1925) với mào đen ở cả chim trống và chim mái được tìm thấy tại Lào và Việt Nam.
Tại Ấn Độ, loài này có tại các dãy núi thấp trong dãy Himalaya từ Nepal tới đầu thung lũng Assam, vùng đồi Khasi, Cachar, Manipur, vùng đồi Kakhyen ở phía đông Bhamo, Arrakan, vùng đồi Pegu, Karennee và Tenasserim. Loài này hầu như không thấy có tại các độ cao trên 1.200 m (4.000 ft).
Phân bố rộng trong một khu vực lớn, chim mào vàng được Sách đỏ IUCN đánh giá là loài ít cần quan tâm.